# Montafilan
Der Montafilan ist ein kleiner Fluss in Frankreich, der im Département Côtes-d’Armor in der Region Bretagne verläuft. Er entspringt am westlichen Ortsrand von Plélan-le-Petit, entwässert generell in nördlicher Richtung und mündet nach rund 16 Kilometern an der Gemeindegrenze von Plancoët und Créhen als rechter Nebenfluss in den Arguenon. In seinem Unterlauf quert der Montafilan die Bahnstrecke Lison–Lamballe. Im Mündungsbereich ist er bereits von den Gezeiten beeinflusst.

## Orte am Fluss
(Reihenfolge in Fließrichtung)
- Plélan-le-Petit
- La Ville Orieux, Gemeinde Saint-Maudez
- La Hautière, Gemeinde Saint-Michel-de-Plélan
- La Bertache, Gemeinde Corseul
- La Ville Harcoët, Gemeinde Plancoët
- Créhen

## Sehenswürdigkeiten
- Château de Montafilan, Burgruine aus dem 13. Jahrhundert am Flussufer bei Corseul – Monument historique[4]